# 龙江街道 (福清市)
龙江街道是中国福建省福州市福清市下辖的一个街道。

## 行政区划
龙江街道下辖以下地区：
龙江社区、下梧村、松潭村、松峰村、安民村、苍霞村、霞楼村、东南村、朝阳村、观音埔村和小南洋村。

## 交通
- 杭福深铁路：福清站